# Raghuvansh Prasad Singh
Raghuvansh Prasad Singh, född 6 juni 1946 i Vaishali i Bihar, död 13 september 2020 i New Delhi, var en indisk politiker och minister för landsbygdsutveckling 2008-2009 i Manmohan Singhs regering.
Han avled 2020 i sviterna av covid-19.